# ريتشارد رالف
ريتشارد رالف (بالإنجليزية: Richard Ralph)‏ هو محامي وسياسي أمريكي، ولد في 31 أغسطس 1869 في نيو بوسطن في الولايات المتحدة، وتوفي في 2 أكتوبر 1949 في فالي بارك في الولايات المتحدة. حزبياً، نشط في الحزب الجمهوري. وقد انتخب عضو مجلس ولاية ميزوري.